# تلمبة معصوم حسيني (قلعة بيابان)
تلمبة معصوم حسيني (بالإنجليزية: Tolombeh-ye Masum Hoseyni)‏ هي منطقة سكنية تقع في إيران في فارس. يقدر عدد سكانها بـ 19 نسمة .